# Palæstina (stat)
Denne side handler om staten Palæstina, som blev udråbt i eksil af PLO i 1988. For det historiske område, som også inkluderer det nuværende Israel, se Palæstina.
Palæstina (arabisk:  فلسطين, filastin), formelt Staten Palæstina, (arabisk: فلسطين:  دولة , dawlat filastin) er en stat, som blev udråbt af den Palæstinensiske Befrielsesorganisation (PLO) via vedtagelsen af  den palæstinensiske uafhængighedserklæring 15. november 1988. Staten kræver suverænitet over de områder, som Israel besatte under seksdageskrigen i 1967, dvs. Gazastriben og Vestbredden inklusive Østjerusalem. På tidspunktet for erklæringen var PLO en eksilbevægelse, der ikke udøvede kontrol over noget territorium. Som følge af Oslo-aftalerne oprettedes i 1993 den palæstinensiske selvstyremyndighed, der fik begrænset kontrol over dele af Vestbredden samt Gazastriben, men den udøver ikke egentlig suverænitet over sit område. Staten Palæstina er derfor indtil videre en rent juridisk konstruktion, og oprettelsen og den efterfølgende diplomatiske anerkendelse fra de fleste af verdens nationer skal først og fremmest ses som diplomatiske tiltag, der har til formål at påvirke den internationale holdning til den israelsk-palæstinensiske konflikt.
Staten er (1. juni 2025) anerkendt af 147 af verdens 193 suveræne FN-medlemslande og har siden 2012 haft observatørstatus i FN som en ikke-medlemsstat på linje med Vatikanstaten. Staten er bl.a. anerkendt af Sverige, Norge og Island. USA og de største EU-lande har ikke anerkendt landet, men Storbritannien, Frankrig, Canada og Australien har udmeldt, at de påtænker at foretage en officiel anerkendelse i september 2025. Danmark har heller ikke anerkendt staten, men Palæstina har en diplomatisk mission i Danmark, og Danmark har et repræsentationskontor i Ramallah.
"Palæstina" bruges officielt som en kortform for Staten Palæstina, men samtidig homonymt for såvel det palæstinensiske selvstyre som Palæstina som en geografisk og historisk region, der omfatter såvel det nuværende Israel som Vestbredden og Gaza.

## Historie og politik

### Baggrund: De palæstinensiske flygtninge og PLO's oprettelse
Som følge af den arabisk-israelske krig 1948 blev omkring 7-800.000 palæstinensere gjort til flygtninge i den såkaldte nakba ("katastofe"). De blev bosat i flygtningelejre i Vestbredden, Gaza og forskellige arabiske lande, mens omkring 160.000 palæstinensere blev tilbage i det, der blev staten Israel. Dermed var den palæstinensiske befolkning blevet splittet, og palæstinensernes oprindelige nationale strukturer blev opløst. I løbet af 1950'erne blev der efterhånden dannet nye politiske organisationer blandt palæstinenserne, især i Gazastriben, hvor ikke mindst det sekulære parti Fatah, der senere blev dominerende i palæstinensisk politik, blev stiftet i 1959.
Organisationen PLO blev oprettet i 1964 efter initiativ fra Den Arabiske Liga som en paraplyorganisation for den palæstinensiske modstandsbevægelse. Organisationen var i starten primært et politisk redskab for ligaen. Med Yassir Arafats overtagelse af ledelsen i PLO i 1969 blev organisationen imidlertid et uafhængigt palæstinensisk organ med Arafats Fatah som den største medlemsorganisation. PLO lagde i de kommende år gennem 1970'erne og 1980'erne vægt på en væbnet befrielseskamp mod den israelske besættelse af de palæstinensiske områder. Samtidig bevægede PLO sig fra midten af 1970'erne i retning af at støtte en tostatsløsning i konflikten med Israel. I 1974 og 1977 vedtog det palæstinensiske nationalråd, dvs. palæstinensernes eksilparlament, således erklæringer om at oprette en "nationalstat" i Palæstina - en formulering, som modsat tidligere fraveg kravet om, at staten skulle dække hele det historiske Palæstina. I 1974 blev PLO ved et topmøde i Rabat anerkendt af de øvrige arabiske lande som det palæstinensiske folks eneste retmæssige repræsentant. Samme år anerkendte FN PLO som palæstinensernes repræsentant, og Arafat talte for FN's generalforsamling. Observatørstillingen gav PLO adgang til at tage ordet i FN's generalforsamling, men ikke at stemme. To år senere fik PLO fuldt medlemskab i Den Arabiske Liga.

### Uafhængighedserklæringen i 1988
Det palæstinensiske nationalråd udråbte ved sit møde i Algier i 1988 Staten Palæstina som en selvstændig stat bestående af Gaza og Vestbredden. Teksten til uafhængighedserklæringen var skrevet af den palæstinensiske nationaldigter Mahmoud Darwish. Efter uafhængighedserklæringen besluttede FN's generalforsamling officielt, at man fremover ville anvende betegnelsen ”Palæstina” i FN-systemet i stedet for "Palæstinensiske Befrielsesorganisation" (PLO).
Samme år anerkendte PLO officielt Israels ret til at eksistere indenfor grænserne fra før seksdageskrigen i 1967 og afskrev al brug af terrorhandlinger. Det førte i starten af 1990'erne til forhandlinger mellem PLO og Israel i Norge, den såkaldte Oslo-proces. I 1993 underskrev begge parter en principaftale, hvorefter PLO anerkendte Israel, og Israel anerkendte PLO som "palæstinensernes repræsentant". Aftalen skabte et begrænset palæstinensisk selvstyre i Gazastriben og dele af Vestbredden. 17. maj 1994 overtog PLO formelt kontrollen i disse områder fra den israelske administration, og 1. juli 1994 kom Arafat selv til Gaza for igennem det nye organ Den palæstinensiske selvstyremyndighed at overtage kontrollen over Gaza og Jeriko.
Ifølge Oslo-aftalerne skulle en palæstinensisk stat officielt oprettes i maj 1999. Efter at den israelske premierminister Yitzhak Rabin blev myrdet i 1995, og Benjamin Netanyahu, der ikke støttede fredsprocessen, blev ny israelsk premierminister i 1996, gik fredsprocessen imidlertid i stå. Blandt andet forøgede Israel kraftigt den israelske kolonisering af Vestbredden i form af oprettelsen af nye israelske bosættelser. Mens der var ca. 100.000 israelske bosættere på Vestbredden (eksklusive Østjerusalem), da Oslo-aftalerne blev indgået, var tallet i 2019 steget til omkring 650.000.
Samtidig blev PLO's ledelse efter midten af 1990'erne i stigende grad mødt af kritik fra andre palæstinensere. Fredsprocessen med Israel gik i stå, og flere af PLO's mindre medlemsorganisationer modsatte sig Oslo-aftalen og den efterfølgende Cairo-aftale. Den militante palæstinensiske organisation Hamas, der ikke var medlem af PLO, vandt det palæstinensiske parlamentsvalg i 2006 og overtog efter en kort borgerkrigslignende strid med Fatah i 2007 hele kontrollen over Gaza, mens Fatah beholdt magten på Vestbredden. Dermed blev de palæstinensisk styrede områder splittet.

### Observatørstat i FN
I 2011 iværksatte den palæstinensiske præsident Abbas en ansøgning om palæstinensisk medlemskab af FN, vel vidende, at USA ville nedlægge veto herimod i FN's sikkerhedsråd. Den palæstinensiske ansøgning blev opfattet som en demonstration af palæstinensernes utålmodighed over en manglende vilje hos især Israel og USA til at afslutte fredsprocessen. Ved at tage spørgsmålet om den palæstinensiske statsdannelse op i FN blev spørgsmålet formelt løftet ud af de bilaterale forhandlinger mellem Palæstina og Israel og gjort til et internationalt problem.
I november 2012 forelagde de palæstinensiske selvstyremyndigheder et forslag for FN's generalforsamling om, at Palæstina skulle opgraderes fra observatør (som PLO havde været siden 1974) til observatørstat uden stemmeret. Det svarede til den status, Vatikanstaten allerede havde i FN. 138 medlemmer stemte for forslaget (herunder Danmark), mens ni (herunder Israel og USA) stemte imod, og 41 afstod fra at stemme. Dermed blev forslaget vedtaget, sådan at Palæstina hermed opnåede status som observatørstat i FN.
I april 2024 stemte FN's sikkerhedsråd igen om et forslag om at gøre Palæstina til et fuldgyldigt medlem af FN. 12 af de 15 lande i sikkerhedsrådet stemte for forslaget, mens Storbritannien og Schweiz undlod at stemme. USA stemte som det eneste land imod og nedlagde veto mod beslutningen. Den efterfølgende måned vedtog FN's generalforsamling en resolution, der opfordrede sikkerhedsrådet til at godkende fuldt medlemskab for Palæstina. 143 lande, deriblandt Danmark, stemte for forslaget, mens 25 undlod at stemme, og ni lande stemte imod.

### Medlemskab i andre internationale organisationer
Palæstina regnes som medlem af de alliancefrie landes bevægelse fra 1976. Staten Palæstina blev fuldgyldigt medlem af Den Islamiske Samarbejdsorganisation (OIC) i 1989.
I oktober 2011 blev Palæstina optaget som fuldgyldigt medlem i FN-organisationen UNESCO, og i 2015 blev Palæstina medlem af Den Internationale Straffedomstol (hvor Israel ikke er medlem). Palæstina er ligeledes tilsluttet FN's havretskonvention og en række andre organisationer i FN-netværket.

#### Idræt
Det palæstinensiske fodboldforbund, der blev stiftet i 1962 og arrangerer fodboldturneringer på Vestbredden og i Gaza, blev optaget i Asian Football Confederation og FIFA i 1998, efter at den Palæstinensiske Selvstyremyndighed havde overtaget administrationen i de palæstinensiske områder.
Den palæstinensiske olympiske komite blev anerkendt af IOC (Den Internationale Olympiske Komité) i 1993. Palæstina deltog første gang i de olympiske lege i Atlanta i 1996 og har været repræsenteret ved hver olympiade siden med mellem to og seks deltagere. Landet har indtil videre ikke vundet nogen olympiske medaljer.

## Diplomatisk anerkendelse af Palæstina
En række lande anerkendte Palæstina straks efter uafhængighedserklæringen i november 1988. To uger efter udråbelsen havde 55 lande, deriblandt Sovjetunionen, Kina og Indien, anerkendt den palæstinensiske stat. Senere er antallet af lande, der har anerkendt Palæstina som en uafhængig stat, steget til 147 (pr. 1. juni 2025). Gazakrigen fra 2023 medførte yderligere en række diplomatiske anerkendelser, blandt andet fra de fire caribiske lande Barbados, Jamaica, Bahamas samt Trinidad og Tobago i april og maj 2024 og fra de tre europæiske lande Norge, Spanien og Irland, der anerkendte Palæstina som stat den 28. maj 2024. Skridtet blev opfattet som et ønske om at øge presset på Israel til at forhandle efter den igangværende Gazakrigs afslutning.
De lande, der har anerkendt Palæstina, omfatter de allerfleste lande i Asien, Afrika, Latinamerika og Østeuropa, mens landene i Nordamerika, Australien, New Zealand og de fleste vesteuropæiske lande ikke har anerkendt landet. 11 EU-lande har anerkendt Palæstina, nemlig Sverige, Irland, Spanien, Polen, Tjekkiet, Slovakiet, Ungarn, Slovenien, Bulgarien, Rumænien og Cypern. Derudover har Island og Norge (som ikke er medlemmer af EU) anerkendt Palæstina i henholdsvis 2011 og 2024, og Vatikanet (som hverken er medlem af EU eller FN) gjorde det samme i 2015. Storbritannien og Frankrig meddelte i juli 2025, at de i september officielt ville anerkende Palæstina - for Storbritanniens vedkommnde betinget af, om Israel forinden havde "taget betydelige skridt til at afslutte den forfærdelige situation i Gaza". Begge landes udmelding skyldtes et stort indenlandsk pres for at tegne en streg overfor Israel efter landets adfærd i Gazastriben under Gazakrigen, hvor antallet af drab på civile palæstinensere steg hver dag. Canada og Australien tilsluttede sig efterfølgende den britiske og franske udmelding.

### Danmarks diplomatiske forbindelse med Palæstina
Danmark har ikke anerkendt Palæstina som stat, men oprettede et officielt dansk repræsentationskontor i Jeriko i 1994, som i 1998 flyttede til Ramallah. Tilsvarende har Palæstina et repræsentationskontor i Danmark, der betegnes som  "Palæstinas diplomatiske mission i Danmark". I 2013 blev missionen opgraderet, så dens udsendte personale fik samme status som anerkendte staters diplomater har i form af immunitet mv.
Spørgsmålet, om Danmark skulle anerkende Palæstina fuldt ud som stat, har været på den offentlige dagsorden ved forskellige lejligheder. I regeringsgrundlaget for Regeringen Helle Thorning-Schmidt I fra oktober 2011 stod, at "Regeringen vil i tæt samarbejde med de øvrige EU-lande arbejde for anerkendelse og etablering af en selvstændig og levedygtig Palæstina-stat, og at det internationale samfund sikrer både palæstinensernes og israelernes legitime behov for at kunne leve i sikkerhed og fred bag internationalt anerkendte grænser." S-R-SF-regeringen afviste dog på egen hånd at anerkende Palæstina, men stemte i 2012 for at gøre Palæstina til en observatørstat i FN. I en meningsmåling foretaget i 2015 af Norstat for Altinget.dk ønskede 48 % af de danske vælgere at anerkende Palæstina diplomatisk, mens 18 % svarede nej, og 34 % svarede "ved ikke". I en nyere meningsmåling foretaget af Kantar Gallup i oktober 2024 under Gazakrigen mente 39 %, at Danmark burde anerkende Palæstina som stat, mens 18 % var imod, og 43 % svarede "ved ikke".
I maj 2024 blev spørgsmålet genstand for en afstemning i Folketinget. Fire partier (Radikale Venstre, Alternativet, Enhedslisten og Socialistisk Folkeparti) stillede beslutningsforslag om at anerkende landet. Forslaget blev dog forkastet med stort flertal, idet de øvrige syv partier i Folketinget stemte imod.

## Institutioner
Staten Palæstinas politiske institutioner er bestemt af PLO's strukturer. PLO's leder har således siden uafhængighedserklæringen i 1988 betegnet sig selv som Palæstinas præsident, og det palæstinensiske nationalråd (PNC), der fungerer som palæstinensisk parlament, udpeges af PLO's organisationer. PNC vælger igen medlemmerne af PLO's centrale råd. Efter oprettelsen af det palæstinensiske selvstyre i Gaza og på Vestbredden har selvstyret fået sit eget parlament, præsident og regering. Selvom der er et personsammenfald mellem flere af PLO's og selvstyreområdets institutioner, er de dog forskellige instanser. Det palæstinensiske selvstyre repræsenterer således kun de palæstinensere, som bor i de besatte områder, mens PLO repræsenterer alle palæstinensere i verden, dvs. også palæstinensiske flygtninge i andre lande. Denne skelnen har ført til flere problemer i de interne palæstinensiske relationer.

### Præsident
Ved udråbelsen af Staten Palæstina i november 1988 blev Yassir Arafat valgt til præsident for det ikke-eksisterende selvstændige Palæstina. Han beholdt denne position til sin død i 2004. I 1996 blev han desuden med overvældende flertal ved et direkte valg blandt befolkningen i selvstyreområet valgt til præsident for det palæstinensiske selvstyre. Efter hans død udpegede PLO's eksekutivkomite i maj 2005 Mahmoud Abbas til fungerende præsident for Staten Palæstina. I november 2008 blev Abbas formelt udnævnt af PLO's centrale råd til præsident for Staten Palæstina (altså ikke længere blot fungerende). Abbas var allerede den 9. januar 2005 ved et direkte præsidentvalg blevet valgt til præsident for selvstyret med 63 % af stemmerne.

### Nationalråd
Det palæstinensiske nationalråd (forkortet PNC efter sit engelske navn Palestinian National Council) er PLO's højeste myndighed og har status som et parlament for alle palæstinensere i og udenfor Palæstina. Det repræsenterer alle sektorer af det globale palæstinensiske samfund: politiske partier, folkelige organisationer, militante bevægelser og prominente enkeltpersoner. Dets medlemmer vælges ikke, men udpeges, normalt på baggrund af et kvotesystem, der giver pladser i rådet baseret på den pågældende medlemsorganisations størrelse. PNC er tiltænkt at mødes en gang hvert andet år. Dets virkemåde har dog i praksis været uregelmæssig på grund af den skiftende politiske situation. Medlemstallet svinger. Ved sit første møde i 1964 havde PNC 422 medlemmer, men det har siden ofte været betydelig større. P.t. har det 747 medlemmer. Den militante organisation Hamas er blandt de vigtigste palæstinensiske organisationer, som ikke er medlem af PLO og derfor heller ikke repræsenteret i PNC.

### Centralt råd
PLO's centrale råd (PCC) optræder ikke i PLO's stiftende regelsæt, men blev oprettet af PNC i 1973 som et lovgivende organ, der skal fungere, når PNC ikke er samlet for at følge op på PNC's beslutninger. Det centrale råd har 124 medlemmer, herunder hele eksekutivkomiteen. Efterhånden har PCC i praksis i høj grad overtaget PNC's rolle. I 2018 overførte PNC formelt sin lovgivende myndighed til PCC inklusive retten til at vælge medlemmerne af eksekutivkomitéen. PCC omtales i danske medier også som PLO's centralkomite.

### Eksekutivkomité
PNC udpeger en eksekutivkomite på 18 medlemmer, der fungerer som en slags eksilregering.